# ويلبر بريثويت
ويلبر بريثويت (بالإنجليزية: Wilbur Braithwaite)‏ هو مدرب كرة سلة أمريكي، ولد في 24 مايو 1926 في مانتي في الولايات المتحدة، وتوفي في 12 أبريل 2010.